# 第乌围攻战 (1531年)
第乌围攻战是1531年葡萄牙军队进攻古吉拉特第乌地区的战役，最终葡萄牙被奥斯曼将领穆斯塔法·巴伊拉姆所率领的奥斯曼-古吉拉特联军击败，未能占领第乌。
在围攻第乌失败后，葡萄牙舰队转至古吉拉特其他防守力量较弱的地区，高哈、苏拉特、芒格罗尔、索姆纳特、瓦赛等城镇遭到掠夺，部分被掠夺地区从此一蹶不振。
1534年, 古吉拉特苏丹巴哈杜尔·沙与葡属印度总督努诺·达·库尼亚签订和平条约，将瓦赛、孟买等地割让给葡萄牙。1535年后允许葡萄牙人在第乌建造要塞。